# Коальпо
Коальпо (англ. Coalpo) — вождь племени Клатсоп народа Чинуки.

## Биография
Коальпо жил в конце XIX—начале XX вв. на территории нижнего течения реки Колумбия. Был женат на дочери известного вождя Комкомли.

## Форт Астория
В марте 1811 года судно «Pacific Fur Company» «Тонкин» вошло в реку Колумбия и основало форт Астория. Основанная немецко-американским купцом Джоном Джейкобом Астором, «Pacific Fur Company» была предназначена для создания цепочки меховых торговых станций вдоль реки Колумбия и внутри страны на восток в сторону Скалистых гор. Форт Астория для большей части своих операций в рамках «Pacific Fur Company» полагался на различных чинукских вождей в плане содержания. Дипломатические отношения с деревнями народа чинуки, которые находились под контролем вождя Комкомли, были критически важны для жизнеспособности форта Астория.

### Помощь торговцам мехом
Коальпо был важным посредником между недавно прибывшими торговцами мехом и различными культурами коренных народов у реки Колумбия, выступая в качестве гида и переводчика. В апреле 1811 года чинуканцы направили в форт Астория сообщения о торговом посту, который содержали белые люди во внутренних помещениях. Сотрудники PFC предположили, что это их соперники NWC, позже выяснилось, что это фактория «Spokane House».
Отбывший 2 мая Александр Маккей привел Роберта Стюарта, Габриэля Франчера, Овида де Монтиньи и нескольких путешественников вверх по течению реки Колумбия для расследования этих заявлений. Группа миновала Тонг-Пойнт и ночевала в деревне Коальпо «Вахкайкум». 4 мая де Монтиньи и Маккей исследовали реку Коулиц с Коальпо. На реке они столкнулись с большим отрядом воинов Коулица на каноэ. Маккей смог договориться с вооруженными силами и нормализовать отношения.
Продолжая путь по Колумбии, группа встретила выдающегося дворянина Малтнома Чинука Кесно . Староста Мултономы женился на другой дочери Комкомли, что сделало его родственником Коалпо. После этого они прошли устье реки Уилламетт, описанную Класопом как полную дичи и животных, несущих шкуры. 10 мая группа достигла порогов, контролируемых различными деревнями Васко и Вишрам, в том числе водопадом Селило . Коальпо не пошёл дальше окраин, сообщив Маккею, что Вишрам и Васко, это не разрешат, убьют его. Это произошло из-за его предыдущей военной кампании, в результате которой было разрушено крупное поселение в этом районе. В частности, Александр Генри-младший позже назвал Коальпо «закоренелым врагом аборигенов порогов».
Ближе к концу июня Коальпо взял Дэвида Стюарта, четырёх франко-канадцев и четырёх гавайцев из Астории на мыс Разочарования. Они плыли по Колумбии на большом каноэ, принадлежащем Коальпо. Находясь на мысе Разочарования, Стюарт изучил местность и популяции пушных зверей.